# Hector Hurst
Hector Hurst (Lymington, 15 juli 1992) is een Brits autocoureur.

## Carrière
Hurst begon zijn autosportcarrière in het karting op 13-jarige leeftijd in 2005, waar hij tot 2010 actief was. In zijn laatste seizoen was hij niet meer zo actief omdat hij zich op zijn opleiding richtte. In 2011 stapte Hurst over naar het formuleracing. Hij reed in de Formule Renault BARC voor het team Scorpio Motorsport. Terwijl zijn teamgenoot Kourosh Khani vierde werd in de stand, beëindigde Hurst zijn debuutseizoen als dertiende met als beste resultaat twee vijfde plaatsen. Aan het eind van het seizoen nam hij voor Manor Competition deel in het winterkampioenschap van de Formule Renault BARC, waar hij als elfde eindigde.
Nadat hij de organisatoren in de Formule 2-wintertest overtuigde, mocht hij in 2012 ook in de Formule 2 rijden.